# Cromla House
Cromla House ist eine Villa in der schottischen Ortschaft Corrie auf der Insel Arran in der Council Area North Ayrshire. 1980 wurde das Bauwerk in die schottischen Denkmallisten in der Denkmalkategorie C aufgenommen.

## Beschreibung
Das exakte Baujahr der zweistöckigen Villa ist nicht verzeichnet. Sie stammt jedoch aus dem frühen 19. Jahrhundert. Eine Bruchsteinmauer umfriedet das an der Küstenstraße A841 gelegene Grundstück. Cromla House selbst liegt zurückversetzt und ist von der Straße aus kaum einsehbar. Das Mauerwerk der ostexponierten Frontseite besteht aus Quadersteinen. Die mit Blendpfeilern gestaltete Eingangstüre befindet sich mittig und ist über eine Vortreppe zugänglich. Die Fassaden sind mit gekehltem Gesimse verziert. Rundum sind Sprossenfenster verbaut.